# Middlesex County (Connecticut)
Middlesex County is een county in de Amerikaanse staat Connecticut.
De county heeft een landoppervlakte van 956 km² en telt 155.071 inwoners (volkstelling 2000). De hoofdplaats is Middletown.